# Bibliothèque de l'École polytechnique fédérale de Zurich

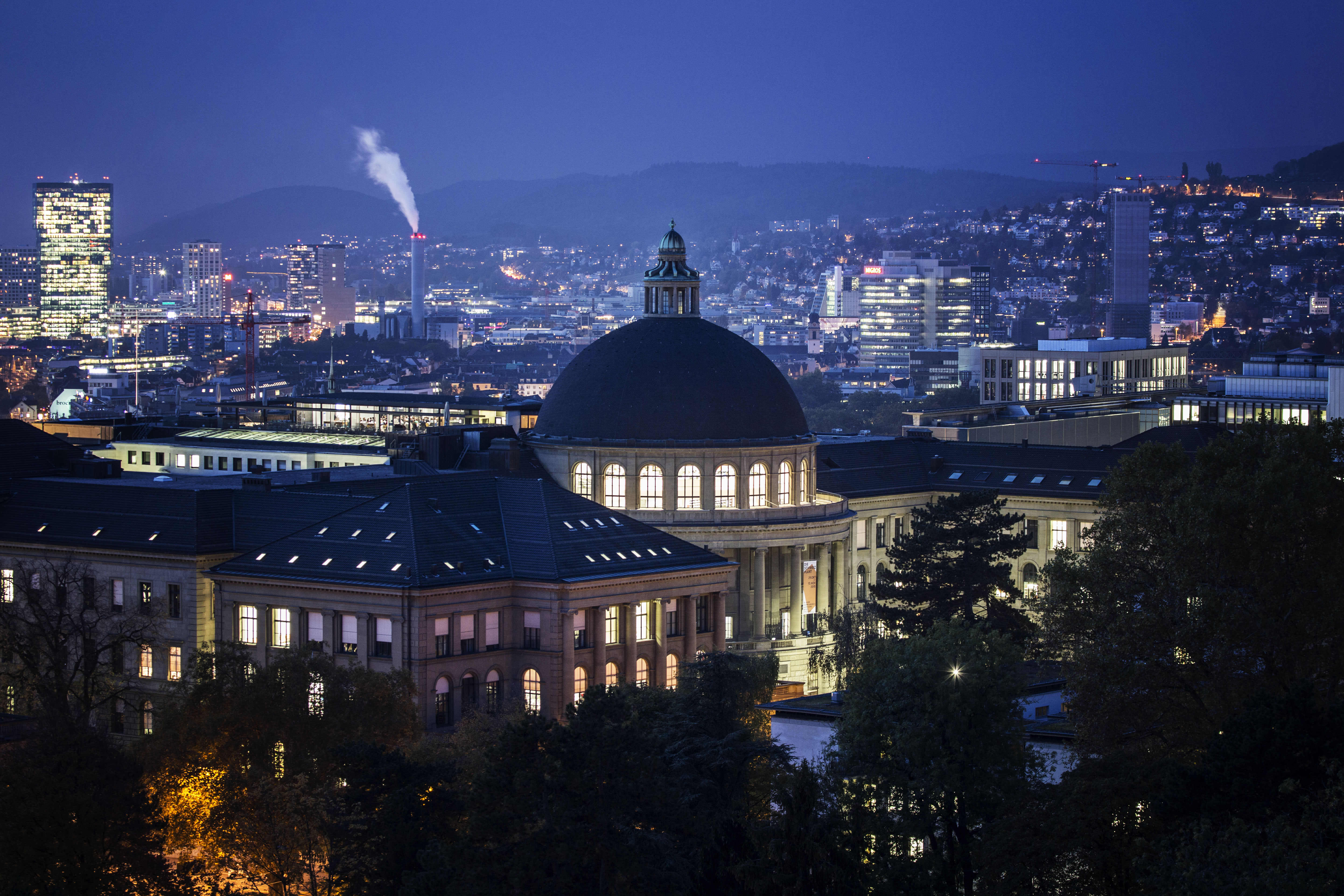
L'ETH Zurich dans la lumière du soir.

La bibliothèque de l'École polytechnique fédérale de Zurich (bibliothèque de l'EPFZ, en allemand ETH-Bibliothek) est une bibliothèque publique de Suisse consacrée à la technique et aux sciences naturelles, située à Zurich. Elle fait office à la fois de bibliothèque universitaire centralisée de l'EPFZ et de centre national d'information scientifique et technique. Accessible aux étudiants et aux enseignants, elle offre également des ressources au grand public ainsi qu’aux entreprises issues du secteur de la recherche et développement.
Le bâtiment et les collections de la bibliothèque, des archives et du musée sont inscrits comme bien culturel d'importance nationale.

## Domaines de spécialisation
Les fonds documentaires de la bibliothèque recouvrent les disciplines suivantes :
- Architecture
- Sciences de la construction
- Sciences de l'ingénierie
- Sciences naturelles et mathématiques
- Management et sciences sociales

## Bibliothèques spécialisées
Les quatre bibliothèques spécialisées de la bibliothèque de l'EPFZ ont pour mission d'approvisionner les différents départements et instituts de l’EPFZ en ouvrages et documents techniques. Leurs fonds sont généralement ouverts à un large public. Ces bibliothèques spécialisées sont :
- Architecture and Civil Engineering Library : architecture, aménagement urbain et du territoire, collection de matériaux de construction[3]
- Earth Sciences Library : géosciences
- GESS Library : sciences humaines et sociales, économie, droit et politique
- Green Library : sciences agronomiques et alimentaires, sciences de l’environnement

## Collections et archives
Les collections et archives de la bibliothèque renferment des originaux présentant un intérêt particulier[réf. nécessaire] au plan historique, scientifique ou culturel. Figurent au nombre de ces collections et archives  : 
- Archives de l'université : archives administratives de l'EPFZ et du Conseil des EPF, legs de scientifiques
- Archives iconographiques : photos historiques, vues aériennes, photos de presse, portraits, cartes postales et bien plus encore. Des images sur Wikimedia Commons

- Archives Max Frisch : œuvres posthumes de Max Frisch, littérature primaire et secondaire
- Archives Thomas Mann : œuvres posthumes de Thomas Mann, littérature primaire et secondaire
- Cartes: cartes historiques et contemporaines, topographiques et thématiques
- Collections sciences de la terre : fossiles, minéraux, roches et reliefs
- Collection d'art graphique de l'EPFZ
- Collection des biens culturels : objets d'art, art architectural, collection d'observatoires
- Collection de matériaux : matériaux de construction et matériaux historiques
- focusTerra : Earth & Science Discovery Center de l'EPFZ
- Imprimés rares et anciens : œuvres du XVe siècle au XXe siècle

## Les fonds en chiffres
Les fonds de l’ETH-Bibliothek englobent quelque 8 millions de documents physiques et près de 550 000 ressources numériques. Au 31 décembre 2016, on recensait notamment :
Documents physiques
| Monographies et volumes de périodiques | 2 213 092 |
| Documents iconographiques              | 3 509 522 |
| Cartes                                 | 338 746   |
| Documents d’archives au mètre linéaire | 4 162     |

Documents numériques
| Images numériques                                  | 405 217 |
| Livres électroniques                               | 213 748 |
| Thèses, articles et rapports dans ETH E-Collection | 33 396  |
| Journaux numériques sous licence                   | 19 628  |
| Bases de données                                   | 156     |

## Portail de recherche
Le portail de recherche est la plate-forme centrale pour la recherche de ressources analogiques et numériques de l'ETH Library. En outre, environ 7 millions de titres des 140 bibliothèques du réseau de bibliothèques NEBIS y sont répertoriés, ainsi que des articles de revues, des chapitres de livres électroniques, des rapports de conférences etc. provenant du Primo Central Index. Le portail de recherche est basé sur le produit Primo d'Ex Libris.

## Plateforme de recherche numériques

### Research Collection
La Research Collection est la plateforme de publication de l’ETH Zurich. Les membres de la haute école peuvent y publier des articles scientifiques en libre accès (Open Access), archiver des données scientifiques ou les rendre publiques.
En outre, la Research Collection répertorie toutes les publications qui ont vu le jour à l’ETH Zurich et est utilisée comme source pour les listes de publication dans les rapports académiques ainsi que sur les sites Internet de l’ETH Zurich.

### Autres plateformes
- e-rara.ch : imprimés numérisés du XVe au XIXe siècle des bibliothèques suisses
- e-manuscripta.ch : manuscrits numérisés des bibliothèques et archives suisses[7]
- E-Pics : photographies numérisées, documents iconographiques et scans tridimensionnels provenant de collections, archives, instituts et départements de l'EPFZ ainsi que de partenaires externes[8]
- E-Periodica : revues suisses numérisées du XVIIIe siècle à nos jours dans les domaines des sciences et de la culture [9]
- Archives en ligne Thomas Mann : manuscrits et articles de presse relatifs à Thomas Mann[10]

## Sélection de services
Livraison de documents
En qualité de gestionnaire du Réseau de bibliothèques et de centres d’information en Suisse (NEBIS), la bibliothèque de l'EPFZ propose avec une quarantaine de bibliothèques affiliées à NEBIS un service de portage gratuit permettant aux abonnés de retirer auprès de la bibliothèque de leur choix des documents provenant de toutes les institutions participantes.
DOI-Desk
Le  DOI-Desk de l’EPFZ, qui est rattaché à la bibliothèque de l'EPFZ, fait office de bureau d'enregistrement centralisé pour les hautes écoles et instituts de recherche en Suisse.
Ce service est notamment fourni en coopération avec DataCite.
Service Maintenance des données numériques
Ce service conseille les chercheurs de l'EPFZ sur toutes les questions ayant trait à la gestion des données de recherche et des données numériques en général. ETH Data Archive fournit l'infrastructure technique permettant d’assurer l'archivage à long terme des données et leur publication.
Service E-publishing
Point de contact centralisé pour l'open access au sein de l'EPFZ, la bibliothèque de l'EPFZ accompagne les universitaires de l'EPFZ dans la diffusion en libre accès de leurs thèses, articles, rapports et plus encore.
DigiCenter
Prestataire de services et centre de compétence en matière de numérisation et de traitement des métadonnées, le DigiCenter mène à bien de gros projets de numérisation en coopération avec des organismes de l'EPFZ et des bibliothèques suisses.

## Projets en cours
La bibliothèque de l'EPFZ conduit toute une série de projets tournés vers l'avenir. Ceux-ci permettent d'axer le portefeuille de services et de produits sur les besoins des groupes-cibles. Quelques exemples de projets d'importance nationale financés par des financement de la recherche : 
- Research Data Life-Cycle Management (DLCM) : ce projet a pour but d'instaurer au niveau national des solutions pérennes et concrètes permettant de gérer les données de recherche tout au long de leur cycle de vie. Il devrait être finalisé d'ici juin 2018.
- Swiss Library Service Platform (SLSP) : l'objectif du projet SLSP est de fournir une plateforme de service centralisée pour les bibliothèques scientifiques. Il est prévu d'y intégrer aussi bien des services bibliothécaires que des prestations en matière de technologies et de standardisation. Cette plateforme devrait être opérationnelle d'ici fin 2019.